# Киванч Хазнедароглу
Киванч Хазнедароглу (тур. Kıvanç Haznedaroğlu; нар. 1 січня 1981, Анкара) – турецький шахіст і шаховий тренер, гросмейстер від 2009 року.

## Шахова кар'єра
Між 1996 і 2001 роками кілька разів представляв Туреччину на чемпіонатах світу та Європи серед юніорів у різних вікових категоріях. 2000 року виступив у складі другої збірної країни на шаховій олімпіаді, яка відбулась у Стамбулі. В олімпійських турнірах взяв участь ще тричі (як основний представник Туреччини), у 2004, 2006 і 2008 роках. Крім того, шість разів (у 1999-2009 роках) взяв участь у командних чемпіонатах Європи.
2001 року виборов у Анкарі бронзову медаль чемпіонату Туреччини, тоді як у 2003 році став у Стамбулі чемпіоном країни. 2004 року кваліфікувався на чемпіонат світу ФІДЕ, який проходив за олімпійською системою, де в 1-му раунді поступився Володимиру Малахову. Гросмейстерські норми виконав у таких містах, як: Пардубице (2007, поділив 3-тє місце позаду Властіміла Бабули і Віктора Лазнічки, разом із зокрема, Гжегожом Гаєвським і Пьотром Бобрасом), Оломоуць (2007, посів 1-ше місце) і Ретимно (2009, поділив 1-місце разом із, зокрема, Дмитром Свєтушкіним, Максимом Туровим, Ельшаном Мораді і Антоанетою Стефановою). Того ж року став другим в історії Туреччини шахістом (першим був Суат Аталик, не рахуючи Михайла Гуревича), який отримав цей титул. 2011 року виграв у Каунас титул чемпіона НАТО.
Найвищий рейтинг Ело в кар'єрі мав станом на 1 березня 2010 року, досягнувши 2501 очок займав тоді 2-ге місце (позаду Михайла Гуревича) серед турецьких шахістів.

## Зміни рейтингу
| На цьому місці має відображатися графік чи діаграма, однак з технічних причин його відображення наразі вимкнено. Будь ласка, не видаляйте код, який викликає це повідомлення. Розробники вже працюють для того, щоби відновити штатне функціонування цього графіка або діаграми. | |
| | На цьому місці має відображатися графік чи діаграма, однак з технічних причин його відображення наразі вимкнено. Будь ласка, не видаляйте код, який викликає це повідомлення. Розробники вже працюють для того, щоби відновити штатне функціонування цього графіка або діаграми. |